# Elis & Tom
Elis & Tom — спільний альбом бразильської співачки Еліс Режини та Антоніу Карлуса Жобіна, випущений 1974 року лейблом Philips. Реліз відзначив десятиріччя співпраці Еліс Режини з Philips.
Альбом містить 5 треків, написаних безпосередньо Антоніу Карлусом Жобіном, та 9 створених у партнерстві з іншими композиторами.
Один з найпопулярніших бразильських музичних альбомів усіх часів.

## Фон
1972 року військовий уряд Бразилії організував урочистості з нагоди 150-річчя незалежності країни. Ліві митці й противники військового режиму відмовились підтримувати ці заходи, але Еліс Режина взяла участь у святкуванні, виконувала в телетрансляції національний гімн і закликала до святкування бразильський народ. В наступні роки це відгукнулося критикою на адресу співачки з боку преси і падінням популярності. Еліс Режина гостро потребувала відновлення репутації серед слухачів і критиків.
Сезар Камаргу Маріану, в 1974 році чоловік і аранжувальник Еліс, згадував, що вони часто слухали весь репертуар з творами Жобіма та Вінісіуса ді Морайса і плекали мрію записати платівку з піснями Тома. На пропозицію керівництва Philips зробити їй подарунок з приводу десятиріччя співпраці з лейблом, Режина попросила реалізувати цю ідею.
Натомість, Антоніу Карлус Жобін, що через тиск військового режиму залишив Бразилію і мешкав у Лос-Анджелесі, був визнаним композитором, був широко відомий у Сполучених Штатах і світі, але мало публікувався в цей час на батьківщині й скористався цією можливістю.

## Запис
2 лютого 1974 року Еліс та її тодішній чоловік Сезар Камаргу Маріану прибули до Лос-Анджелеса разом з продюсером Алоїзіу ді Олівейра і своїм постійним гуртом: гітаристом Еліу Дельміру, басистом Луїзаном Майя та барабанщиком Паулу Брага. Непорозуміння почалися з першої зустрічі з Жобімом: композитор був незадоволений участю в записі незнайомих музикантів, не мав довіри до здібностей Маріану в аранжуванні, вимагав залучити Клауса Огермана та Дейва Грусина, був проти використання електричних інструментів тощо. За посередництва продюсера Алоізіу ді Олівейра він погодився на запропоновані Еліс та Сезаром умови запису.
Ді Олівейра і Сезар Камаргу Маріану натрапили на певні труднощі у пошуках студії звукозапису, яка б відповідала сумісному з проектом графіку роботу і ціні, але врешті досягли згоди з MGM Records і запис було призначено за двадцять днів, які Маріану використав для аранжування.
Запис відбувався з 22 лютого по 9 березня 1974 року в студії MGM. Напруженість у стосунках розсіялася, щойно Маріану підготував першу композицію — «Corcovado».
Спочатку записувався спів Еліс у фортепіанному супроводі Тома, а також флейт та струнного секстету під керівництвом Білла Хічкока. Окремо записано гітару Оскара Кастру Невеса, барабани та електричні: гітару, бас і клавішні.
У трьох піснях альбому («Águas de Março», «Soneto de Separação» і «Chovendo na Roseira») Том виконує вокальну партію дуетом з Еліс, трохи підспівує в фінальній частині «Corcovado» і створює тихий контрспів в «Inútil Paisagem». Інші пісні («Pois é», «Só tinha de ser com você», «Modinha», «Triste», «O que tinha de ser», «Retrato em branco e preto», «Brigas nunca mais», «Por toda minha vida» e «Fotografia») Еліс співає соло.
Жобім також грає на фортепіано у восьми композиціях і ще у двох — на гітарі.

## Визнання
Elis & Tom увійшов в історію як зустріч найвизначніших бразильських композитора і співачки того часу. Від самої появи на бразильській сцені 1961 року Еліс демонструвала сильний вокальний стиль, який протистояв м'якій, розслабленій пісенній манері босанови Тома Жобіма. Elis & Tom, зокрема його версія «Corcovado», містить музику, що виходить за рамки босанови, і демонструє прагнення Тома Жобіма як композитора до більшої універсальності. Створена в партнерстві з Шику Буаркі «Retrato Em Branco E Preto», «Soneto de Separação», «Chovendo na Roseira» — все це пісні, що не вписуються в жанр босанови. Ця спрямованість помітна вже в попередньому альбомі Matita Perê (1973).
Том Юрек в огляді альбому на AllMusic зазначає: «Голос Режини є одним з найулюбленіших в історії бразильської музики. Її діапазон і гострота, її унікальне фразування, веселка її емоційних кольорів буквально не мають собі рівних, і, незалежно від мелодії або аранжування, вона використовує більшість з них на цих 14 треках.»
«The New Rolling Stone Album Guide», в якому альбому Elis & Tom надано найвищий бал, пише: «Звичайна гра на фортепіано і монотонний вокал Жобіма не відповідають його надзвичайному дару композитора, тому він завжди оточував себе чудовими співаками... Аби відчути гарний смак оксамитової боси, вільної від більшості занадто поширених хітів, спробуйте Elis & Tom. Ви впізнаєте початковий трек, оскільки імпресіоністична «Águas de Março» є обов'язковим стандартом для всіх бразильських співаків... Але 13 інших, менш відомих коштовних каменів, демонструють Жобіма на його вершині: одночасно сумного і грайливого, натхненного присутністю ртутної Режини».
2004 року, з нагоди святкування 30-річчя альбому, лейбл Trama під керівництвом сина Еліс, Жуана Марчелло Босколі, випустив ремікс-версію альбому редаговану Сезаром Камаргу Маріану.
У складеному 2007 року часописом Rolling Stone Brasil списку «100 головних альбомів бразильської музики» (порт. «Os 100 Maiores Discos da Música Brasileira») альбом посідає 11 місце.
Elis & Tom також включено до «1000 записів, які треба почути перш, ніж помрете» (англ. «1,000 Recordings to Hear Before You Die») Тома Муна.

## Список композицій
| Трек | Назва                       | Автори                                    | Тривалість |
| ---- | --------------------------- | ----------------------------------------- | ---------- |
| A1   | «Águas de Março»            | Антоніу Карлус Жобін                      | 3:29       |
| A2   | «Pois É»                    | Антоніу Карлус Жобін, Шику Буаркі         | 1:45       |
| A3   | «Só Tinha de Ser com Você»  | Антоніу Карлус Жобін, Алоїзіу ді Олівейра | 3:50       |
| A4   | «Modinha»                   | Антоніу Карлус Жобін, Вінісіус ді Морайс  | 2:12       |
| A5   | «Triste»                    | Антоніу Карлус Жобін                      | 3:53       |
| A6   | «Corcovado»                 | Антоніу Карлус Жобін, Вінісіус ді Морайс  | 1:40       |
| A7   | «O Que Tinha de Se»         | Антоніу Карлус Жобін                      | 1:40       |
| B1   | «Retrato Em Branco E Preto» | Антоніу Карлус Жобін, Шику Буаркі         | 3:02       |
| B2   | «Brigas, Nunca Mais»        | Антоніу Карлус Жобін, Вінісіус ді Морайс  | 1:36       |
| B3   | «Por toda a Minha Vida»     | Антоніу Карлус Жобін, Вінісіус ді Морайс  | 2:02       |
| B4   | «Fotografia»                | Антоніу Карлус Жобін                      | 2:45       |
| B5   | «Soneto de Separação»       | Антоніу Карлус Жобін, Вінісіус ді Морайс  | 2:18       |
| B6   | «Chovendo na Roseira»       | Антоніу Карлус Жобін                      | 3:10       |
| B7   | «Inútil Paisagem»           | Антоніу Карлус Жобін, Алоїзіу ді Олівейра | 3:11       |

## Виконавці
- Антоніу Карлус Жобін — фортепіано, вокал, гітара
- Еліс Режина — вокал
- Сезар Камаргу Маріану — електропіаніно, фортепіано, аранжування
- Еліу Дельміру — електрогітара, гітара
- Оскар Кастру-Невес — гітара
- Луїзан Майя — контрабас
- Паулу Брага — барабани
- Шику Батера — перкусія
- Білл Хічкок — диригент
- Гьюберт Лоуз, Джером Річардсон — флейти
- Алоїзіу ді Олівейра — продюсер